# Adam Malik (tennis)
Pour les articles homonymes, voir Adam Malik (homonymie).
Adam Malik, né le 10 mai 1967 à Muar, est un ancien joueur de tennis professionnel malaisien.
Il s'agit du meilleur joueur de tennis de l'histoire de la Malaisie pour ce qui est de son classement et son palmarès.

## Carrière
Il a joué pour l'université du Kentucky entre 1987 et 1989. Il fut 9e meilleur joueur au classement universitaire.
Son meilleur résultat en simple est un quart de finale à Kuala Lumpur en 1994 où il avait bénéficié d'une invitation.
Il a atteint une finale ATP en double à Sankt Pölten en 1994, ainsi qu'une demi-finale à Kuala Lumpur en 1993.
Toujours en double, il a remporté le tournoi Challenger de Wolfsbourg en 1994 avec l'Américain Rich Benson. Il a également atteint deux finales à Jakarta en 1990 et 1993. Sur le circuit ITF, il compte six titres pour autant de finales en double et un titre et une finale et simple.
Il a joué 32 matchs pour l'équipe de Malaisie de Coupe Davis entre 1982 et 1995. Il a aussi dirigé l'équipe après l'arrêt de sa carrière.

## Palmarès

### Finale en double messieurs
| No | Date       | Nom et lieu du tournoi                           | Catégorie    | Dotation  | Surface      | Vainqueurs                   | Partenaire   | Score         |  |
| -- | ---------- | ------------------------------------------------ | ------------ | --------- | ------------ | ---------------------------- | ------------ | ------------- |  |
| 1  | 13-06-1994 | International Raiffeisen Grand Prix Sankt Pölten | World Series | 300 000 $ | Terre (ext.) | Vojtěch Flégl Andrew Florent | Jeff Tarango | 3-6, 6-1, 6-4 |  |

## Parcours dans les tournois duGrand Chelem

### En simple
N'a jamais participé à un tableau final.

### En double
| Année | Open d'Australie           | Open d'Australie    | Internationaux de France | Internationaux de France | Wimbledon | Wimbledon | US Open | US Open |
| ----- | -------------------------- | ------------------- | ------------------------ | ------------------------ | --------- | --------- | ------- | ------- |
| 1995  | 1er tour (1/32) J. Tarango | J. Ireland L. Pimek | —                        | —                        | —         | —         | —       | —       |

N.B. : le nom du ou de la partenaire se trouve sous le résultat ; le nom des ultimes adversaires se trouve à droite.